# Hemipogon furlanii
Hemipogon furlanii es una apocinácea descripta por Fontella, y recibió su nombre actual de Rapini. No hay subespecies en el Catalogue of Life.

## Taxonomía
Hemipogon furlanii fue descrita por (Fontella) Rapini y publicado en Bol. Bot. Univ. São Paulo 19: 143 (2001).
Sinonimia
- Astephanus furlanii J. Fontella Pereira[5]